# (...)
"(...)" é o primeiro álbum ao vivo da dupla sertaneja brasileira Day & Lara. O álbum, gravado em 2 de agosto de 2016 e lançado em 3 de março de 2017 pela gravadora Sony Music, possui dezessete faixas e participações especiais das duplas Maiara & Maraisa e Munhoz & Mariano. O hit presente no álbum, "Até Ex Duvida", alcançou a marca de mais de 20 milhões de visualizações no YouTube.
Foi indicado ao Grammy Latino de 2017 de Melhor Álbum de Música Sertaneja.

## Faixas
| Faixas do Álbum |                                                 |                                                                                               |         |  |
| N.º             | Título                                          | Compositor(es)                                                                                | Duração |  |
| 1.              | "X na Comanda"                                  | Day Camargo / Everton Matos / Gustavo Martins / Henrique Batista / Lara Menezes / Ray Antônio | 2:49    |  |
| 2.              | "Lixeiro"                                       | Day Camargo / Diego Silveira / Lara Menezes / Victor Gabriel                                  | 2:43    |  |
| 3.              | "Até Ex Duvida" (part. Maiara & Maraisa)        | Day Camargo / Juan Marcus / Lara Menezes                                                      | 2:38    |  |
| 4.              | "Você Não Esperava"                             | Day Camargo / Everton Matos / Gustavo Martins / Henrique Batista / Lara Menezes / Ray Antônio | 2:55    |  |
| 5.              | "Couvert"                                       | Day Camargo / Lara Menezes / Valéria Costa                                                    | 2:30    |  |
| 6.              | "Só Pra Constar"                                | Alex Torricelli / Digo Vieira / Waléria Leão                                                  | 3:02    |  |
| 7.              | "Traição Não é Acidente"                        | Bruno Camacho / Day Camargo / Diego Ferrari / Everton Matos / Ray Antônio                     | 2:42    |  |
| 8.              | "Liga Pro Meu Advogado"                         | Alê Monteiro / Day Camargo / Digo Vieira / Lara Menezes / Waléria Leão                        | 2:50    |  |
| 9.              | "Digitando..."                                  | Day Camargo / Lara Menezes / Waléria Leão                                                     | 2:38    |  |
| 10.             | "Cê Sabe Que É Ele"                             | Marcelo Melo / Théo / Vivi Abreu                                                              | 2:47    |  |
| 11.             | "Sexo Frágil"                                   | Day Camargo / Fátima Leão / Lara Menezes / Waléria Leão                                       | 3:28    |  |
| 12.             | "Minas Com Goiás"                               | Alex Torricelli / Dayane Camargo / Digo Vieira / Lara Menezes / Waléria Leão                  | 2:34    |  |
| 13.             | "Brinda e Vira"                                 | Day Camargo / Gustavo Martins / Lara Menezes / Valéria Costa                                  | 3:00    |  |
| 14.             | "Nadica de Nada"                                | Day Camargo / Lara Menezes / Maraisa / Valéria Costa                                          | 2:36    |  |
| 15.             | "Atendo ou Não Atendo" (part. Munhoz & Mariano) | Bruno Mandioca / Day Camargo / Lara Menezes / Rafinha RSQ                                     | 2:50    |  |
| 16.             | "Eu Dei"                                        | Day Camargo / Gustavo Martins / Lara Menezes                                                  | 2:20    |  |
| 17.             | "Chama Lá"                                      | Alex Torricelli / Bruno Mandioca / Maykow Melo / Waléria Leão                                 | 3:10    |  |
| Duração total:  | Duração total:                                  | Duração total:                                                                                | 00:48   |  |